# Lista de campeões do Torneio de Roland Garros
Esta é a lista de todos os campeões do Torneio de Roland Garros nas categorias profissionais, juvenis e cadeirantes.
O período até 1967 refere-se à era amadora. Disputado apenas por membros do clube francês, a fase nacional, até 1924, é chamada de French National Championship. O torneio se internacionaliza no ano seguinte, tornando-se o French Championships.
O French Open, a partir de 1968, refere-se à era profissional ou aberta.

## Por ano

### Profissional
| Ano | Simples             | Simples                   | Duplas                                  | Duplas                                               | Duplas                                      |
| Ano | Masculinos          | Femininos                 | Masculinos                              | Femininos                                            | Mistas                                      |
| --- | ------------------- | ------------------------- | --------------------------------------- | ---------------------------------------------------- | ------------------------------------------- |
| 2025 | Carlos Alcaraz      | Coco Gauff                | Horacio Zeballos Marcel Granollers      | Jasmine Paolini Sara Errani                          | Sara Errani Andrea Vavassori                |
| 2024 | Carlos Alcaraz      | Iga Świątek               | Marcelo Arévalo Mate Pavić              | Coco Gauff Kateřina Siniaková                        | Laura Siegemund Édouard Roger-Vasselin      |
| 2023 | Novak Djokovic      | Iga Świątek               | Ivan Dodig Austin Krajicek              | Hsieh Su-wei Wang Xinyu                              | Miyu Kato Tim Pütz                          |
| 2022 | Rafael Nadal        | Iga Świątek               | Marcelo Arévalo Jean-Julien Rojer       | Caroline Garcia Kristina Mladenovic                  | Ena Shibahara Wesley Koolhof                |
| 2021 | Novak Djokovic      | Barbora Krejčíková        | Pierre-Hugues Herbert Nicolas Mahut     | Barbora Krejčíková Kateřina Siniaková                | Desirae Krawczyk Joe Salisbury              |
| 2020 | Rafael Nadal        | Iga Świątek               | Kevin Krawietz Andreas Mies             | Tímea Babos Kristina Mladenovic                      | Não realizado devido à pandemia de COVID-19 |
| 2019 | Rafael Nadal        | Ashleigh Barty            | Kevin Krawietz Andreas Mies             | Tímea Babos Kristina Mladenovic                      | Latisha Chan Ivan Dodig                     |
| 2018 | Rafael Nadal        | Simona Halep              | Pierre-Hugues Herbert Nicolas Mahut     | Barbora Krejčíková Kateřina Siniaková                | Latisha Chan Ivan Dodig                     |
| 2017 | Rafael Nadal        | Jelena Ostapenko          | Ryan Harrison Michael Venus             | Bethanie Mattek-Sands Lucie Šafářová                 | Gabriela Dabrowski Rohan Bopanna            |
| 2016 | Novak Djokovic      | Garbiñe Muguruza          | Feliciano López Marc López              | Caroline Garcia Kristina Mladenovic                  | Martina Hingis Leander Paes                 |
| 2015 | Stan Wawrinka       | Serena Williams           | Ivan Dodig Marcelo Melo                 | Bethanie Mattek-Sands Lucie Šafářová                 | Bethanie Mattek-Sands Mike Bryan            |
| 2014 | Rafael Nadal        | Maria Sharapova           | Julien Benneteau Édouard Roger-Vasselin | Hsieh Su-wei Peng Shuai                              | Anna-Lena Grönefeld Jean-Julien Rojer       |
| 2013 | Rafael Nadal        | Serena Williams           | Bob Bryan Mike Bryan                    | Ekaterina Makarova Elena Vesnina                     | Lucie Hradecká František Čermák             |
| 2012 | Rafael Nadal        | Maria Sharapova           | Max Mirnyi Daniel Nestor                | Sara Errani Roberta Vinci                            | Sania Mirza Mahesh Bhupathi                 |
| 2011 | Rafael Nadal        | Li Na                     | Max Mirnyi Daniel Nestor                | Andrea Hlaváčková Lucie Hradecká                     | Casey Dellacqua Scott Lipsky                |
| 2010 | Rafael Nadal        | Francesca Schiavone       | Daniel Nestor Nenad Zimonjić            | Serena Williams Venus Williams                       | Katarina Srebotnik Nenad Zimonjić           |
| 2009 | Roger Federer       | Svetlana Kuznetsova       | Lukáš Dlouhý Leander Paes               | Anabel Medina Garrigues Virginia Ruano Pascual       | Liezel Huber Bob Bryan                      |
| 2008 | Rafael Nadal        | Ana Ivanović              | Pablo Cuevas Luis Horna                 | Anabel Medina Garrigues Virginia Ruano Pascual       | Victoria Azarenka Bob Bryan                 |
| 2007 | Rafael Nadal        | Justine Henin             | Mark Knowles Daniel Nestor              | Alicia Molik Mara Santangelo                         | Nathalie Dechy Andy Ram                     |
| 2006 | Rafael Nadal        | Justine Henin             | Jonas Björkman Max Mirnyi               | Lisa Raymond Samantha Stosur                         | Katarina Srebotnik Nenad Zimonjić           |
| 2005 | Rafael Nadal        | Justine Henin             | Jonas Björkman Max Mirnyi               | Virginia Ruano Pascual Paola Suárez                  | Daniela Hantuchová Fabrice Santoro          |
| 2004 | Gastón Gaudio       | Anastasia Myskina         | Xavier Malisse Olivier Rochus           | Virginia Ruano Pascual Paola Suárez                  | Tatiana Golovin Richard Gasquet             |
| 2003 | Juan Carlos Ferrero | Justine Henin             | Bob Bryan Mike Bryan                    | Kim Clijsters Ai Sugiyama                            | Lisa Raymond Mike Bryan                     |
| 2002 | Albert Costa        | Serena Williams           | Paul Haarhuis Yevgeny Kafelnikov        | Virginia Ruano Pascual Paola Suárez                  | Cara Black Wayne Black                      |
| 2001 | Gustavo Kuerten     | Jennifer Capriati         | Mahesh Bhupathi Leander Paes            | Virginia Ruano Pascual Paola Suárez                  | Virginia Ruano Pascual Tomás Carbonell      |
| 2000 | Gustavo Kuerten     | Mary Pierce               | Todd Woodbridge Mark Woodforde          | Martina Hingis Mary Pierce                           | Mariaan de Swardt David Adams               |
| 1999 | Andre Agassi        | Steffi Graf               | Mahesh Bhupathi Leander Paes            | Serena Williams Venus Williams                       | Katarina Srebotnik Piet Norval              |
| 1998 | Carlos Moyá         | Arantxa Sánchez Vicario   | Jacco Eltingh Paul Haarhuis             | Martina Hingis Jana Novotná                          | Venus Williams Justin Gimelstob             |
| 1997 | Gustavo Kuerten     | Iva Majoli                | Yevgeny Kafelnikov Daniel Vacek         | Gigi Fernández Natasha Zvereva                       | Rika Hiraki Mahesh Bhupathi                 |
| 1996 | Yevgeny Kafelnikov  | Steffi Graf               | Yevgeny Kafelnikov Daniel Vacek         | Lindsay Davenport Mary Joe Fernandez                 | Patricia Tarabini Javier Frana              |
| 1995 | Thomas Muster       | Steffi Graf               | Jacco Eltingh Paul Haarhuis             | Gigi Fernández Natasha Zvereva                       | Larisa Savchenko Neiland Todd Woodbridge    |
| 1994 | Sergi Bruguera      | Arantxa Sánchez Vicario   | Byron Black Jonathan Stark              | Gigi Fernández Natasha Zvereva                       | Kristie Boogert Menno Oosting               |
| 1993 | Sergi Bruguera      | Steffi Graf               | Luke Jensen Murphy Jensen               | Gigi Fernández Natasha Zvereva                       | Eugenia Maniokova Andrei Olhovskiy          |
| 1992 | Jim Courier         | Monica Seles              | Jakob Hlasek Marc Rosset                | Gigi Fernández Natasha Zvereva                       | Arantxa Sánchez Vicario Todd Woodbridge     |
| 1991 | Jim Courier         | Monica Seles              | John Fitzgerald Anders Järryd           | Gigi Fernández Jana Novotná                          | Helena Suková Cyril Suk                     |
| 1990 | Andrés Gómez        | Monica Seles              | Sergio Casal Emilio Sánchez             | Jana Novotná Helena Suková                           | Arantxa Sánchez Vicario Jorge Lozano        |
| 1989 | Michael Chang       | Arantxa Sánchez Vicario   | Jim Grabb Patrick McEnroe               | Larisa Savchenko Neiland Natasha Zvereva             | Manon Bollegraf Tom Nijssen                 |
| 1988 | Mats Wilander       | Steffi Graf               | Andrés Gómez Emilio Sánchez             | Martina Navrátilová Pam Shriver                      | Lori McNeil Jorge Lozano                    |
| 1987 | Ivan Lendl          | Steffi Graf               | Anders Järryd Robert Seguso             | Martina Navrátilová Pam Shriver                      | Pam Shriver Emilio Sánchez                  |
| 1986 | Ivan Lendl          | Chris Evert               | John Fitzgerald Tomáš Šmíd              | Martina Navrátilová Andrea Temesvári                 | Kathy Jordan Ken Flach                      |
| 1985 | Mats Wilander       | Chris Evert               | Mark Edmondson Kim Warwick              | Martina Navrátilová Pam Shriver                      | Martina Navrátilová Heinz Günthardt         |
| 1984 | Ivan Lendl          | Martina Navrátilová       | Henri Leconte Yannick Noah              | Martina Navrátilová Pam Shriver                      | Anne Smith Dick Stockton                    |
| 1983 | Yannick Noah        | Chris Evert               | Anders Järryd Hans Simonsson            | Rosalyn Fairbank Candy Reynolds                      | Barbara Jordan Eliot Teltscher              |
| 1982 | Mats Wilander       | Martina Navrátilová       | Sherwood Stewart Ferdi Taygan           | Martina Navrátilová Anne Smith                       | Wendy Turnbull John Lloyd                   |
| 1981 | Björn Borg          | Hana Mandlíková           | Heinz Günthardt Balázs Taróczy          | Rosalyn Fairbank Tanya Harford                       | Andrea Jaeger Jimmy Arias                   |
| 1980 | Björn Borg          | Chris Evert               | Victor Amaya Hank Pfister               | Kathy Jordan Anne Smith                              | Anne Smith Billy Martin                     |
| 1979 | Björn Borg          | Chris Evert               | Gene Mayer Sandy Mayer                  | Betty Stöve Wendy Turnbull                           | Wendy Turnbull Bob Hewitt                   |
| 1978 | Björn Borg          | Virginia Ruzici           | Gene Mayer Hank Pfister                 | Mima Jaušovec Virginia Ruzici                        | Renáta Tomanová Pavel Složil                |
| 1977 | Guillermo Vilas     | Mima Jaušovec             | Brian Gottfried Raúl Ramírez            | Regina Maršíková Pam Teeguarden                      | Mary Carillo John McEnroe                   |
| 1976 | Adriano Panatta     | Sue Barker                | Fred McNair Sherwood Stewart            | Fiorella Bonicelli Gail Chanfreau                    | Ilana Kloss Kim Warwick                     |
| 1975 | Björn Borg          | Chris Evert               | Brian Gottfried Raúl Ramírez            | Chris Evert Martina Navrátilová                      | Fiorella Bonicelli Thomaz Koch              |
| 1974 | Björn Borg          | Chris Evert               | Dick Crealy Onny Parun                  | Chris Evert Olga Morozova                            | Martina Navrátilová Iván Molina             |
| 1973 | Ilie Năstase        | Margaret Court            | John Newcombe Tom Okker                 | Margaret Court Virginia Wade                         | Françoise Dürr Jean-Claude Barclay          |
| 1972 | Andrés Gimeno       | Billie Jean King          | Bob Hewitt Frew McMillan                | Billie Jean King Betty Stöve                         | Evonne Goolagong Cawley Kim Warwick         |
| 1971 | Jan Kodeš           | Evonne Goolagong Cawley   | Arthur Ashe Marty Riessen               | Gail Chanfreau Françoise Dürr                        | Françoise Dürr Jean-Claude Barclay          |
| 1970 | Jan Kodeš           | Margaret Court            | Ilie Năstase Ion Ţiriac                 | Gail Chanfreau Françoise Dürr                        | Billie Jean King Bob Hewitt                 |
| 1969 | Rod Laver           | Margaret Court            | John Newcombe Tony Roche                | Françoise Dürr Ann Haydon Jones                      | Margaret Court Marty Riessen                |
| 1968 | Ken Rosewall        | Nancy Richey              | Ken Rosewall Fred Stolle                | Françoise Dürr Ann Haydon Jones                      | Françoise Dürr Jean-Claude Barclay          |
| 1967 | Roy Emerson         | Françoise Dürr            | John Newcombe Tony Roche                | Gail Chanfreau Françoise Dürr                        | Billie Jean King Owen Davidson              |
| 1966 | Tony Roche          | Ann Haydon Jones          | Clark Graebner Dennis Ralston           | Margaret Court Judy Tegart Dalton                    | Annette Van Zyl Frew McMillan               |
| 1965 | Fred Stolle         | Lesley Turner Bowrey      | Roy Emerson Fred Stolle                 | Margaret Court Lesley Turner Bowrey                  | Margaret Court Ken Fletcher                 |
| 1964 | Manuel Santana      | Margaret Court            | Roy Emerson Ken Fletcher                | Margaret Court Lesley Turner Bowrey                  | Margaret Court Ken Fletcher                 |
| 1963 | Roy Emerson         | Lesley Turner Bowrey      | Roy Emerson Manuel Santana              | Ann Haydon Jones Renee Schuurman Haygarth            | Margaret Court Ken Fletcher                 |
| 1962 | Rod Laver           | Margaret Court            | Roy Emerson Neale Fraser                | Sandra Reynolds Price Renee Schuurman Haygarth       | Renee Schuurman Haygarth Robert Howe        |
| 1961 | Manuel Santana      | Ann Haydon Jones          | Roy Emerson Rod Laver                   | Sandra Reynolds Price Renee Schuurman Haygarth       | Darlene Hard Rod Laver                      |
| 1960 | Nicola Pietrangeli  | Darlene Hard              | Roy Emerson Neale Fraser                | Maria Esther Bueno Darlene Hard                      | Maria Esther Bueno Robert Howe              |
| 1959 | Nicola Pietrangeli  | Christine Truman Janes    | Nicola Pietrangeli Orlando Sirola       | Sandra Reynolds Price Renee Schuurman Haygarth       | Yola Ramírez Ochoa William Knight           |
| 1958 | Mervyn Rose         | Zsuzsa Körmöczy           | Ashley Cooper Neale Fraser              | Yola Ramírez Ochoa Rosie Reyes Darmon                | Shirley Bloomer Brasher Nicola Pietrangeli  |
| 1957 | Sven Davidson       | Shirley Bloomer Brasher   | Malcolm Anderson Ashley Cooper          | Shirley Bloomer Brasher Darlene Hard                 | Věra Pužejová Suková Jiří Javorský          |
| 1956 | Lew Hoad            | Althea Gibson             | Don Candy Robert Perry                  | Angela Buxton Althea Gibson                          | Thelma Coyne Long Luis Ayala                |
| 1955 | Tony Trabert        | Angela Mortimer Barrett   | Vic Seixas Tony Trabert                 | Beverly Baker Fleitz Darlene Hard                    | Darlene Hard Gordon Forbes                  |
| 1954 | Tony Trabert        | Maureen Connolly Brinker  | Vic Seixas Tony Trabert                 | Maureen Connolly Brinker Nell Hall Hopman            | Maureen Connolly Brinker Lew Hoad           |
| 1953 | Ken Rosewall        | Maureen Connolly Brinker  | Lew Hoad Ken Rosewall                   | Shirley Fry Irvin Doris Hart                         | Doris Hart Vic Seixas                       |
| 1952 | Jaroslav Drobný     | Doris Hart                | Ken McGregor Frank Sedgman              | Shirley Fry Irvin Doris Hart                         | Doris Hart Frank Sedgman                    |
| 1951 | Jaroslav Drobný     | Shirley Fry Irvin         | Ken McGregor Frank Sedgman              | Shirley Fry Irvin Doris Hart                         | Doris Hart Frank Sedgman                    |
| 1950 | Budge Patty         | Doris Hart                | William Talbert Tony Trabert            | Shirley Fry Irvin Doris Hart                         | Barbara Scofield Enrique Morea              |
| 1949 | Frank Parker        | Margaret Osborne duPont   | Richard Gonzales Frank Parker           | Louise Brough Clapp Margaret Osborne duPont          | Sheila Summers Eric Sturgess                |
| 1948 | Frank Parker        | Nelly Adamson Landry      | Lennart Bergelin Jaroslav Drobný        | Patricia Canning Todd Doris Hart                     | Patricia Canning Todd Jaroslav Drobný       |
| 1947 | József Asbóth       | Patricia Canning Todd     | Eustace Fannin Eric Sturgess            | Louise Brough Clapp Margaret Osborne duPont          | Sheila Summers Eric Sturgess                |
| 1946 | Marcel Bernard      | Margaret Osborne duPont   | Marcel Bernard Yvon Petra               | Louise Brough Clapp Margaret Osborne duPont          | Pauline Betz Addie Budge Patty              |
| Torneio não realizado entre 1945 e 1940 devido à Segunda Guerra Mundial. Entre 1945 e 1941, sob ocupação nazista, foi realizado um torneio não reconhecido pelas autoridades. Para mais, veja Tornoi de France |                     |                           |                                         |                                                      |                                             |
| 1939 | Don McNeill         | Simone Mathieu            | Don McNeill Charles Harris              | Jadwiga Jędrzejowska Simone Mathieu                  | Sarah Palfrey Cooke Elwood Cooke            |
| 1938 | Don Budge           | Simone Mathieu            | Bernard Destremau Yvon Petra            | Simone Mathieu Billie Yorke                          | Simone Mathieu Dragutin Mitić               |
| 1937 | Henner Henkel       | Hilde Krahwinkel Sperling | Henner Henkel Gottfried von Cramm       | Simone Mathieu Billie Yorke                          | Simone Mathieu Yvon Petra                   |
| 1936 | Gottfried von Cramm | Hilde Krahwinkel Sperling | Marcel Bernard Jean Borotra             | Simone Mathieu Billie Yorke                          | Billie Yorke Marcel Bernard                 |
| 1935 | Fred Perry          | Hilde Krahwinkel Sperling | Jack Crawford Adrian Quist              | Margaret Scriven-Vivian Kay Stammers                 | Lolette Payot Marcel Bernard                |
| 1934 | Gottfried von Cramm | Margaret Scriven-Vivian   | Jean Borotra Jacques Brugnon            | Simone Mathieu Elizabeth Ryan                        | Colette Rosambert Jean Borotra              |
| 1933 | Jack Crawford       | Margaret Scriven-Vivian   | Pat Hughes Fred Perry                   | Simone Mathieu Elizabeth Ryan                        | Margaret Scriven-Vivian Jack Crawford       |
| 1932 | Henri Cochet        | Helen Wills Moody         | Jacques Brugnon Henri Cochet            | Elizabeth Ryan Helen Wills Moody                     | Betty Nuthall Shoemaker Fred Perry          |
| 1931 | Jean Borotra        | Cilly Aussem              | George Lott John Van Ryn                | Eileen Bennett Whittingstall Betty Nuthall Shoemaker | Betty Nuthall Shoemaker Patrick Spence      |
| 1930 | Henri Cochet        | Helen Wills Moody         | Jacques Brugnon Henri Cochet            | Elizabeth Ryan Helen Wills Moody                     | Cilly Aussem Bill Tilden                    |
| 1929 | René Lacoste        | Helen Wills Moody         | Jean Borotra René Lacoste               | Kornelia Bouman Lili de Alvarez                      | Eileen Bennett Whittingstall Henri Cochet   |
| 1928 | Henri Cochet        | Helen Wills Moody         | Jean Borotra Jacques Brugnon            | Eileen Bennett Whittingstall Phoebe Holcroft Watson  | Eileen Bennett Whittingstall Henri Cochet   |
| 1927 | René Lacoste        | Kornelia Bouman           | Jacques Brugnon Henri Cochet            | Irene Bowder Peacock Bobbie Heine                    | Marguerite Broquedis Jean Borotra           |
| 1926 | Henri Cochet        | Suzanne Lenglen           | Howard Kinsey Vincent Richards          | Suzanne Lenglen Julie Vlasto                         | Suzanne Lenglen Jacques Brugnon             |
| 1925 | René Lacoste        | Suzanne Lenglen           | Jean Borotra René Lacoste               | Suzanne Lenglen Julie Vlasto                         | Suzanne Lenglen Jacques Brugnon             |
| 1924 | Jean Borotra        | Julie Vlasto              | Jean Borotra René Lacoste               | Marguerite Billout Yvonne Bourgeois                  | Marguerite Broquedis Jean Borotra           |
| 1923 | François Blanchy    | Suzanne Lenglen           | François Blanchy Jean Samazeuilh        | Suzanne Lenglen Didi Vlasto                          | Suzanne Lenglen Jacques Brugnon             |
| 1922 | Henri Cochet        | Suzanne Lenglen           | Jacques Brugnon Marcel Dupont           | Suzanne Lenglen Geramine Pigueron                    | Suzanne Lenglen Jacques Brugnon             |
| 1921 | Jean Samazeuilh     | Suzanne Lenglen           | André Gobert William Laurentz           | Suzanne Lenglen Geramine Pigueron                    | Suzanne Lenglen Jacques Brugnon             |
| 1920 | André Gobert        | Suzanne Lenglen           | Max Decugis Maurice Germot              | Elisabeth d'Ayen Suzanne Lenglen                     | Suzanne Lenglen Max Decugis                 |
| Torneio não realizado entre 1919 e 1915 devido à Primeira Guerra Mundial |                     |                           |                                         |                                                      |                                             |
| 1914 | Max Decugis         | Marguerite Broquedis      | Max Decugis Maurice Germot              | Blanch Amblard Suzanne Amblard                       | Suzanne Lenglen Max Decugis                 |
| 1913 | Max Decugis         | Marguerite Broquedis      | Max Decugis Maurice Germot              | Blanch Amblard Suzanne Amblard                       | Daisy Speranza William Laurentz             |
| 1912 | Max Decugis         | Jeanne Matthey            | Max Decugis Maurice Germot              | Jeanne Matthey Daisy Speranza                        | Daisy Speranza William Laurentz             |
| 1911 | André Gobert        | Jeanne Matthey            | Max Decugis Maurice Germot              | Jeanne Matthey Daisy Speranza                        | Marguerite Broquedis Andre Gobert           |
| 1910 | Maurice Germot      | Jeanne Matthey            | Max Decugis Maurice Germot              | Jeanne Matthey Daisy Speranza                        | M. Meny                                     |
| 1909 | Max Decugis         | Jeanne Matthey            | Max Decugis Maurice Germot              | Jeanne Matthey Daisy Speranza                        | Jeanne Matthey Max Decugis                  |
| 1908 | Max Decugis         | Kate Gillou-Fenwick       | Max Decugis Maurice Germot              | Kate Fenwick Cecile Matthey                          | Kate Gillou Max Decugis                     |
| 1907 | Max Decugis         | Comtesse de Kermel        | Max Decugis Maurice Germot              | Yvonne de Pfoeffel Adine Masson                      | A. Pean R. Wallet                           |
| 1906 | Maurice Germot      | Kate Gillou-Fenwick       | Max Decugis Maurice Germot              |                                                      | Yvonne de Pfoeffel Max Decugis              |
| 1905 | Maurice Germot      | Kate Gillou               | Max Decugis J. Worth                    | Yvonne de Pfoeffel Max Decugis                       |                                             |
| 1904 | Max Decugis         | Kate Gillou               | Max Decugis Maurice Germot              | Kate Gillou Max Decugis                              |                                             |
| 1903 | Max Decugis         | Adine Masson              | Max Decugis J. Worth                    | Helene Prevost R. Forbes                             |                                             |
| 1902 | Michel Vacherot     | Adine Masson              | Max Decugis J. Worth                    | Helene Prevost R. Forbes                             |                                             |
| 1901 | André Vacherot      | P. Girod                  | André Vacherot M. Vacherot              |                                                      |                                             |
| 1900 | Paul Aymé           | Hélène Prévost            | Paul Aymé P. Lebreton                   |                                                      |                                             |
| 1899 | Paul Aymé           | Adine Masson              | Paul Aymé P. Lebreton                   |                                                      |                                             |
| 1898 | Paul Aymé           | Adine Masson              | X. Casdagli M. Vacherot                 |                                                      |                                             |
| 1897 | Paul Aymé           | Adine Masson              | Paul Aymé P. Lebreton                   |                                                      |                                             |
| 1896 | André Vacherot      |                           | F. Warden Wynes                         |                                                      |                                             |
| 1895 | André Vacherot      | André Vacherot G. Winzer  |                                         |                                                      |                                             |
| 1894 | André Vacherot      | G. Brosselin Lesage       |                                         |                                                      |                                             |
| 1893 | Laurent Riboulet    | Goldsmith J. Schopfer     |                                         |                                                      |                                             |
| 1892 | Jean Schopfer       | D. Albertini J. Havet     |                                         |                                                      |                                             |
| 1891 | H. Briggs           | B. Desjoyau T. Legrand    |                                         |                                                      |                                             |

### Juvenil
| Ano  | Simples                   | Simples                | Duplas                                              | Duplas                                              |
| Ano  | Masculinos                | Femininos              | Masculinos                                          | Femininos                                           |
| ---- | ------------------------- | ---------------------- | --------------------------------------------------- | --------------------------------------------------- |
| 2024 | Kaylan Bigun              | Tereza Valentová       | Nicolai Budkov Kjær Joel Schwärzler                 | Renáta Jamrichová Tereza Valentová                  |
| 2023 | Dino Prižmić              | Alina Korneeva         | Yaroslav Demin Rodrigo Pacheco Méndez               | Tyra Caterina Grant Clervie Ngounoue                |
| 2022 | Gabriel Debru             | Lucie Havlíčková       | Edas Butvilas Mili Poljičak                         | Sára Bejlek Lucie Havlíčková                        |
| 2021 | Luca Van Assche           | Linda Nosková          | Arthur Fils Giovanni Mpetshi Perricard              | Alexandra Eala Oksana Selekhmeteva                  |
| 2019 | Dominic Stricker          | Elsa Jacquemot         | Flavio Cobolli Dominic Stricker                     | Eleonora Alvisi Lisa Pigato                         |
| 2019 | Holger Vitus Nødskov Rune | Leylah Annie Fernandez | Matheus Pucinelli de Almeida Thiago Agustín Tirante | Chloe Beck Emma Navarro                             |
| 2018 | Tseng Chun-hsin           | Cori Gauff             | Ondřej Štyler Naoki Tajima                          | Caty McNally Iga Świątek                            |
| 2017 | Alexei Popyrin            | Whitney Osuigwe        | Nicola Kuhn Zsombor Piros                           | Bianca Andreescu Carson Branstine                   |
| 2016 | Geoffrey Blancaneaux      | Rebeka Masarova        | Yshai Oliel Patrik Rikl                             | Paula Arias Manjón Olga Danilović                   |
| 2015 | Tommy Paul                | Paula Badosa Gibert    | Álvaro López San Martín Jaume Munar                 | Miriam Kolodziejová Markéta Vondroušová             |
| 2014 | Andrey Rublev             | Darya Kasatkina        | Benjamin Bonzi Quentin Halys                        | Ioana Ducu Ioana Loredana Roșca                     |
| 2013 | Christian Garín           | Belinda Bencic         | Kyle Edmund Frederico Ferreira Silva                | Barbora Krejčiková Kateřina Siniaková               |
| 2012 | Kimmer Coppejans          | Annika Beck            | Andrew Harris Nick Kyrgios                          | Daria Gavrilova Irina Khromacheva                   |
| 2011 | Bjorn Fratangelo          | Ons Jabeur             | Andrés Artuñedo Roberto Carballes                   | Irina Khromacheva Maryna Zanevska                   |
| 2010 | Agustín Velotti           | Elina Svitolina        | Duilio Beretta Roberto Quiroz                       | Tímea Babos Sloane Stephens                         |
| 2009 | Daniel Berta              | Kristina Mladenovic    | Marin Draganja Dino Marcan                          | Elena Bogdan Noppawan Lertcheewakarn                |
| 2008 | Yang Tsung-hua            | Simona Halep           | Henri Kontinen Christopher Rungkat                  | Polona Hercog Jessica Moore                         |
| 2007 | Vladimir Ignatic          | Alizé Cornet           | Thomas Fabbiano Andrei Karatchenia                  | Ksenia Milevskaya Urszula Radwańska                 |
| 2006 | Martin Kližan             | Agnieszka Radwańska    | Emiliano Massa Kei Nishikori                        | Sharon Fichman Anastasia Pavlyuchenkova             |
| 2005 | Marin Čilić               | Ágnes Szávay           | Emiliano Massa Leonardo Mayer                       | Victoria Azarenka Ágnes Szávay                      |
| 2004 | Gaël Monfils              | Sesil Karatantcheva    | Pablo Andújar Marcel Granollers                     | Kateřina Böhmová Michaëlla Krajicek                 |
| 2003 | Stanislas Wawrinka        | Anna-Lena Grönefeld    | Georgy Balázs Dudi Sela                             | Marta Fraga Adriana González-Penas                  |
| 2002 | Richard Gasquet           | Angelique Widjaja      | Markus Bayer Philipp Petzschner                     | Anna-Lena Grönefeld Barbora Strýcová                |
| 2001 | Carlos Cuadrado           | Kaia Kanepi            | Alejandro Falla Carlos Salamanca                    | Petra Cetkovská Renata Voráčová                     |
| 2000 | Paul-Henri Mathieu        | Virginie Razzano       | Marc López Tommy Robredo                            | María José Martínez Sánchez Anabel Medina Garrigues |
| 1999 | Guillermo Coria           | Lourdes Domínguez Lino | Irakli Labadze Lovro Zovko                          | Flavia Pennetta Roberta Vinci                       |
| 1998 | Fernando González         | Nadia Petrova          | José de Armas Fernando González                     | Kim Clijsters Jelena Dokić                          |
| 1997 | Daniel Elsner             | Justine Henin          | José de Armas Luis Horna                            | Cara Black Irina Selyutina                          |
| 1996 | Alberto Martín            | Amélie Mauresmo        | Sébastien Grosjean Olivier Mutis                    | Alice Canepa Giulia Casoni                          |
| 1995 | Mariano Zabaleta          | Amélie Cocheteux       | Raemon Sluiter Peter Wessels                        | Corina Morariu Ludmila Varmužová                    |
| 1994 | Jacobo Díaz               | Martina Hingis         | Gustavo Kuerten Nicolás Lapentti                    | Martina Hingis Henrieta Nagyová                     |
| 1993 | Roberto Carretero         | Martina Hingis         | Steven Downs James Greenhalgh                       | Laurence Courtois Nancy Feber                       |
| 1992 | Andrei Pavel              | Rossana de los Ríos    | Enrique Abaroa Grant Doyle                          | Laurence Courtois Nancy Feber                       |
| 1991 | Andrei Medvedev           | Anna Smashnova         | Thomas Enqvist Magnus Martinelle                    | Eva Bes Inés Gorrochategui                          |
| 1990 | Andrea Gaudenzi           | Magdalena Maleeva      | Sébastien Lareau Sébastien Leblanc                  | Ruxandra Dragomir Irina Spîrlea                     |
| 1989 | Fabrice Santoro           | Jennifer Capriati      | Johan Anderson Todd Woodbridge                      | Nicole Pratt Wang Shi-ting                          |
| 1988 | Nicolás Pereira           | Julie Halard           | Jason Stoltenberg Todd Woodbridge                   | Alexia Dechaume Emmanuelle Derly                    |
| 1987 | Guillermo Pérez-Roldán    | Natasha Zvereva        | Jim Courier Jonathan Stark                          | Natalia Medvedeva Natasha Zvereva                   |
| 1986 | Guillermo Pérez-Roldán    | Patricia Tarabini      | Franco Davín Guillermo Pérez-Roldán                 | Leila Meskhi Natasha Zvereva                        |
| 1985 | Jaime Yzaga               | Laura Garrone          | Petr Korda Cyril Suk                                | Mariana Pérez-Roldán Patricia Tarabini              |
| 1984 | Kent Carlsson             | Gabriela Sabatini      | Luke Jensen Patrick McEnroe                         | Digna Ketelaar Simone Schilder                      |
| 1983 | Stefan Edberg             | Pascale Paradis        | Mark Kratzmann Simon Youl                           | Carin Anderholm Helena Olsson                       |
| 1982 | Tarik Benhabiles          | Manuela Maleeva        | Pat Cash John Frawley                               | Beth Herr Janet Lagasse                             |
| 1981 | Mats Wilander             | Bonnie Gadusek         | Barry Moir Michael Robertson                        | Sophie Amiach Corinne Vanier                        |
| 1980 | Henri Leconte             | Kathy Horvath          |                                                     |                                                     |
| 1979 | Ramesh Krishnan           | Lena Sandin            |                                                     |                                                     |
| 1978 | Ivan Lendl                | Hana Mandlíková        |                                                     |                                                     |
| 1977 | John McEnroe              | Ann Smith              |                                                     |                                                     |
| 1976 | Heinz Günthardt           | Michele Tyler          |                                                     |                                                     |
| 1975 | Christophe Roger-Vasselin | Regina Maršíková       |                                                     |                                                     |
| 1974 | Christophe Casa           | Mariana Simionescu     |                                                     |                                                     |
| 1973 | Víctor Pecci              | Mima Jaušovec          |                                                     |                                                     |
| 1972 | Buster Mottram            | Renáta Tomanová        |                                                     |                                                     |
| 1971 | Corrado Barazzutti        | Elena Granatourova     |                                                     |                                                     |
| 1970 | Juan Herrera              | Veronica Burton        |                                                     |                                                     |
| 1969 | Antonio Muñoz             | Kazuko Sawamatsu       |                                                     |                                                     |
| 1968 | Phil Dent                 | Lesley Hunt            |                                                     |                                                     |
| 1967 | Patrick Proisy            | Corinne Molesworth     |                                                     |                                                     |
| 1966 | Vladimir Korotkov         | Odile de Roubin        |                                                     |                                                     |
| 1965 | Gerald Battrick           | Esme Emanuel           |                                                     |                                                     |
| 1964 | Cliff Richey              | Nicole Seghers         |                                                     |                                                     |
| 1963 | Nicky Kalogeropoulos      | Monique Salfati        |                                                     |                                                     |
| 1962 | John Newcombe             | Kaye Dening            |                                                     |                                                     |
| 1961 | John Newcombe             | Robyn Ebbern           |                                                     |                                                     |
| 1960 | Ingo Buding               | Françoise Dürr         |                                                     |                                                     |
| 1959 | Ingo Buding               | Joan Cross             |                                                     |                                                     |
| 1958 | Butch Buchholz            | Francesca Gordigiani   |                                                     |                                                     |
| 1957 | Alberto Arilla            | Ilse Buding            |                                                     |                                                     |
| 1956 | Mustapha Belkhodja        | Elaine Launay          |                                                     |                                                     |
| 1955 | Andrés Gimeno             | Maria-Teresa Reidl     |                                                     |                                                     |
| 1954 | Roy Emerson               | Beatrice de Chambure   |                                                     |                                                     |
| 1953 | Jean-Noël Grinda          | Christine Brunon       |                                                     |                                                     |
| 1952 | Ken Rosewall              |                        |                                                     |                                                     |
| 1951 | Ham Richardson            |                        |                                                     |                                                     |
| 1950 | Roland Dubuisson          |                        |                                                     |                                                     |
| 1949 | Jean-Claude Molinari      |                        |                                                     |                                                     |
| 1948 | Kurt Nielsen              |                        |                                                     |                                                     |
| 1947 | Jacky Brichant            |                        |                                                     |                                                     |

### Cadeirante
| Ano  | Simples           | Simples           | Simples                           | Duplas                         | Duplas                        | Duplas                         |
| Ano  | Masculinos        | Femininos         | Tetraplégicos                     | Masculinos                     | Femininos                     | Tetraplégicos                  |
| ---- | ----------------- | ----------------- | --------------------------------- | ------------------------------ | ----------------------------- | ------------------------------ |
| 2024 | Tokito Oda        | Diede de Groot    | Guy Sasson                        | Alfie Hewett Gordon Reid       | Diede de Groot Aniek van Koot | Sam Schröder Niels Vink        |
| 2023 | Tokito Oda        | Diede de Groot    | Niels Vink                        | Alfie Hewett Gordon Reid       | Yui Kamiji Kgothatso Montjane | Andy Lapthorne Donald Ramphadi |
| 2022 | Shingo Kunieda    | Diede de Groot    | Niels Vink                        | Alfie Hewett Gordon Reid       | Diede de Groot Aniek van Koot | Sam Schröder Niels Vink        |
| 2021 | Alfie Hewett      | Diede de Groot    | Dylan Alcott                      | Alfie Hewett Gordon Reid       | Diede de Groot Aniek van Koot | Andy Lapthorne David Wagner    |
| 2020 | Alfie Hewett      | Yui Kamiji        | Dylan Alcott                      | Alfie Hewett Gordon Reid       | Diede de Groot Aniek van Koot | Sam Schröder David Wagner      |
| 2019 | Gustavo Fernández | Diede de Groot    | Dylan Alcott                      | Gustavo Fernández              | Diede de Groot Aniek van Koot | Dylan Alcott David Wagner      |
| 2018 | Shingo Kunieda    | Yui Kamiji        |                                   | Stéphane Houdet Nicolas Peifer | Diede de Groot Aniek van Koot |                                |
| 2017 | Alfie Hewett      | Yui Kamiji        | Stéphane Houdet Nicolas Peifer    | Marjolein Buis Yui Kamiji      |                               |                                |
| 2016 | Gustavo Fernández | Marjolein Buis    | Shingo Kunieda Gordon Reid        | Yui Kamiji Jordanne Whiley     |                               |                                |
| 2015 | Shingo Kunieda    | Jiske Griffioen   | Shingo Kunieda Gordon Reid        | Jiske Griffioen Aniek van Koot |                               |                                |
| 2014 | Shingo Kunieda    | Yui Kamiji        | Joachim Gérard Stéphane Houdet    | Yui Kamiji Jordanne Whiley     |                               |                                |
| 2013 | Stéphane Houdet   | Sabine Ellerbrock | Stéphane Houdet Shingo Kunieda    | Jiske Griffioen Aniek van Koot |                               |                                |
| 2012 | Stéphane Houdet   | Esther Vergeer    | Frederic Cattaneo Shingo Kunieda  | Marjolein Buis Esther Vergeer  |                               |                                |
| 2011 | Maikel Scheffers  | Esther Vergeer    | Shingo Kunieda Nicolas Peifer     | Esther Vergeer Sharon Walraven |                               |                                |
| 2010 | Shingo Kunieda    | Esther Vergeer    | Stéphane Houdet Shingo Kunieda    | Daniela Di Toro Aniek van Koot |                               |                                |
| 2009 | Shingo Kunieda    | Esther Vergeer    | Stéphane Houdet Michaël Jeremiasz | Korie Homan Esther Vergeer     |                               |                                |
| 2008 | Shingo Kunieda    | Esther Vergeer    | Shingo Kunieda Maikel Scheffers   | Jiske Griffioen Esther Vergeer |                               |                                |
| 2007 | Shingo Kunieda    | Esther Vergeer    | Stéphane Houdet Michaël Jeremiasz | Maaike Smit Esther Vergeer     |                               |                                |

### Cadeirante juvenil
| Ano  | Simples            | Simples       | Duplas                          | Duplas                        |
| Ano  | Masculinos         | Femininos     | Masculinos                      | Femininos                     |
| ---- | ------------------ | ------------- | ------------------------------- | ----------------------------- |
| 2024 | Maximilian Taucher | Maylee Phelps | Ruben Harris Maximilian Taucher | Ksénia Chasteau Maylee Phelps |